# Cretascymnus adonis
Cretascymnus adonis ist eine ausgestorbene Art der Dornhaiartigen, die während der Kreidezeit gelebt hat. Bei dieser Art handelt es sich um die Typusart der Gattung Cretascymnus.
Die Art wurde erstmals 1950 von Signeux unter der Gattung Centrophorus beschrieben. Für die Beschreibung dieser neuen Art lag ihm ein einziges Exemplar (Holotypus) zur Verfügung. Dieses Exemplar stammt von der berühmten Fossillagerstätte Sahel Alma (Libanon) und wird heute im Muséum national d’histoire naturelle unter der Sammlungsnummer MNHN 1946-18-238 aufbewahrt. 30 Jahre später erkannte Henri Cappetta, dass es sich entgegen der Meinung von Signeux bei dem Exemplar um keinen Vertreter der Schlingerhaie (Centrophoridae), sondern um einen Schlafhai (Somniosidae) handelt und errichtete die neue Gattung Cretascymnus.
Das nur 20 cm lange Exemplar ist vollständig erhalten. Sehr gut erkennbar sind die kurzen Flossenstacheln vor den Dorsalflossen, die Schwanzflosse und das Gebiss. Bei den Ablagerungen der heute leider nicht mehr zugänglichen Fossillagerstätte Sahel Alma handelt es sich um marine Tiefseesedimente aus dem späten Santonium der Kreidezeit.